# ペール・エークストレム
ペール・エークストレム（Per Ekström。1844年2月23日 - 1935年1月21日）は、スウェーデンの画家である。
スウェーデン王立美術院予備課程時代の同級生には、カール・ラーション、ヒューゴ・ビルイェル、アーンシュト・ユーセフソンがいる。

## 略歴
エーランド島のSegerstadで生まれた。1865年から1872年の間、スウェーデン王立美術院で学んだ。王立美術院で学んだ画家はこの時代はフランスに留学することが多くなっていた。エークストレムも1876年に国王オスカル2世の支援を得て、パリに留学した。1890年までフランス各地に滞在した。フランスの「バルビゾン派」の強い影響を受けた。
1890年にスウェーデンに帰国し、故郷のエーランド島とストックホルムを行き来する生活の後、パトロンのイェーテボリの資産家、ポントゥス・フュシュテンベリーに勧められて、イェーテボリに移った。スウェーデンの風景を描いた。1910年にエーランド島に戻り、エーランド島のMörbylångaで没した。

## 作品

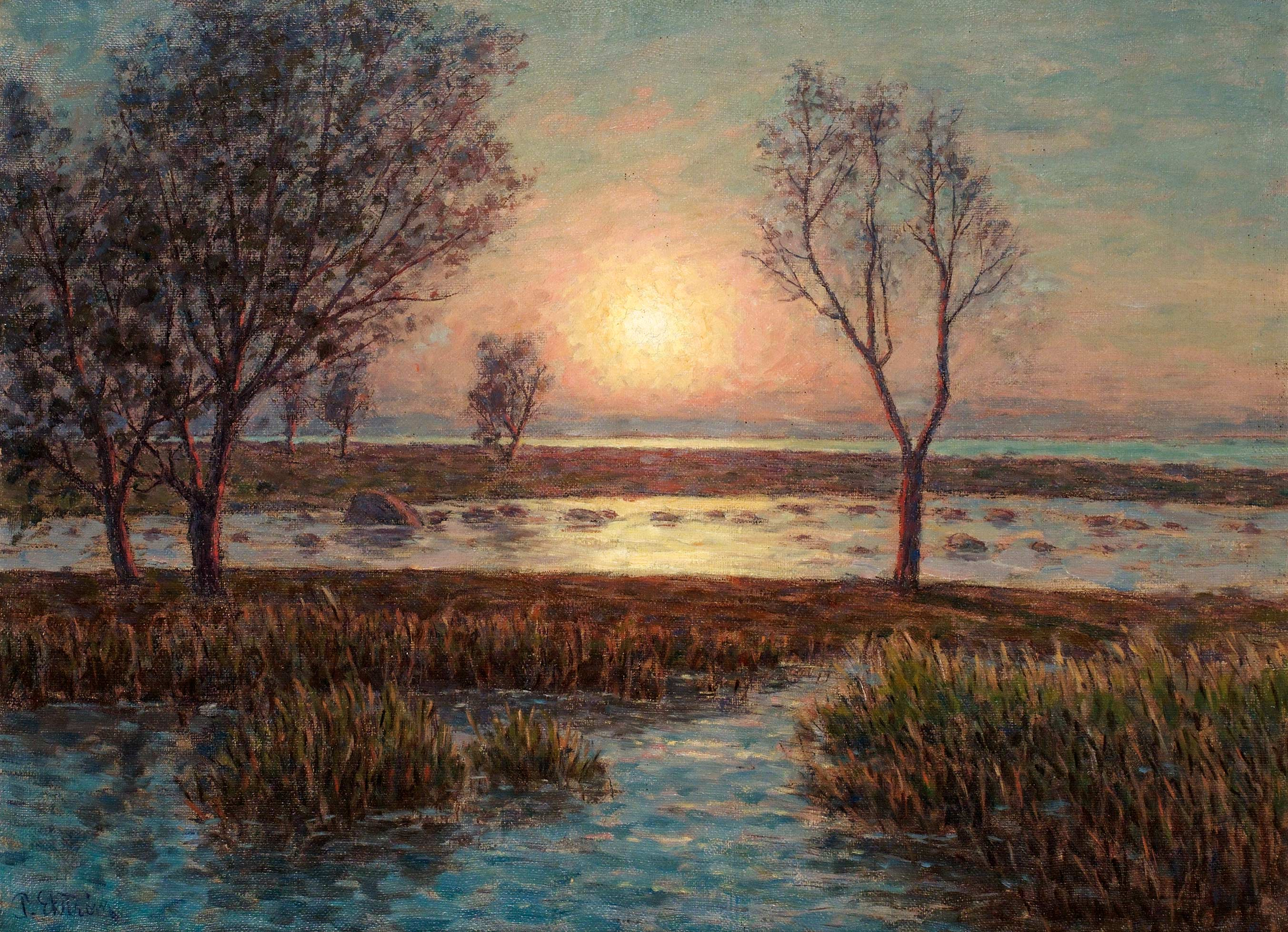
『水辺の冬景色』
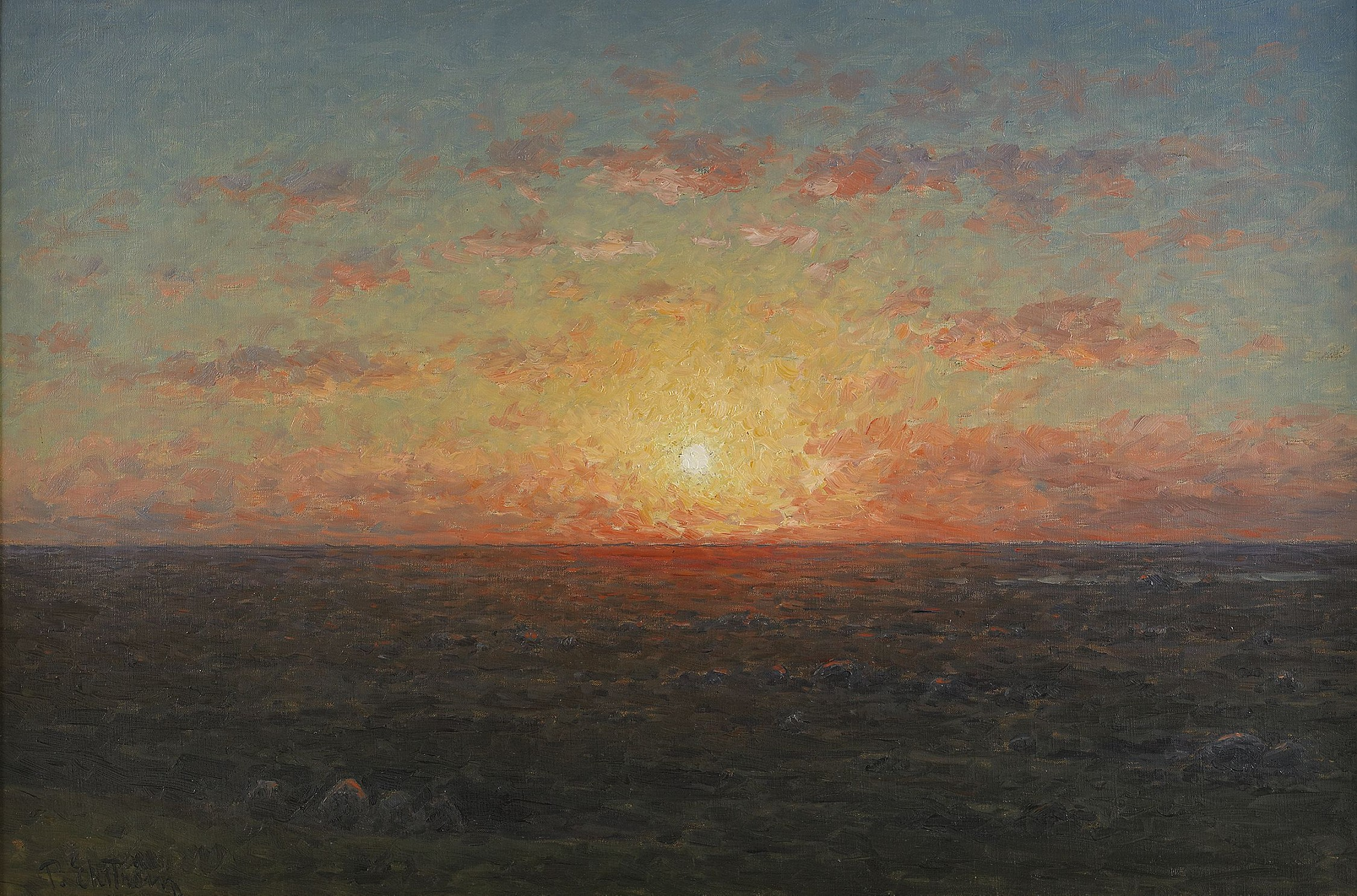
海の夕暮れ
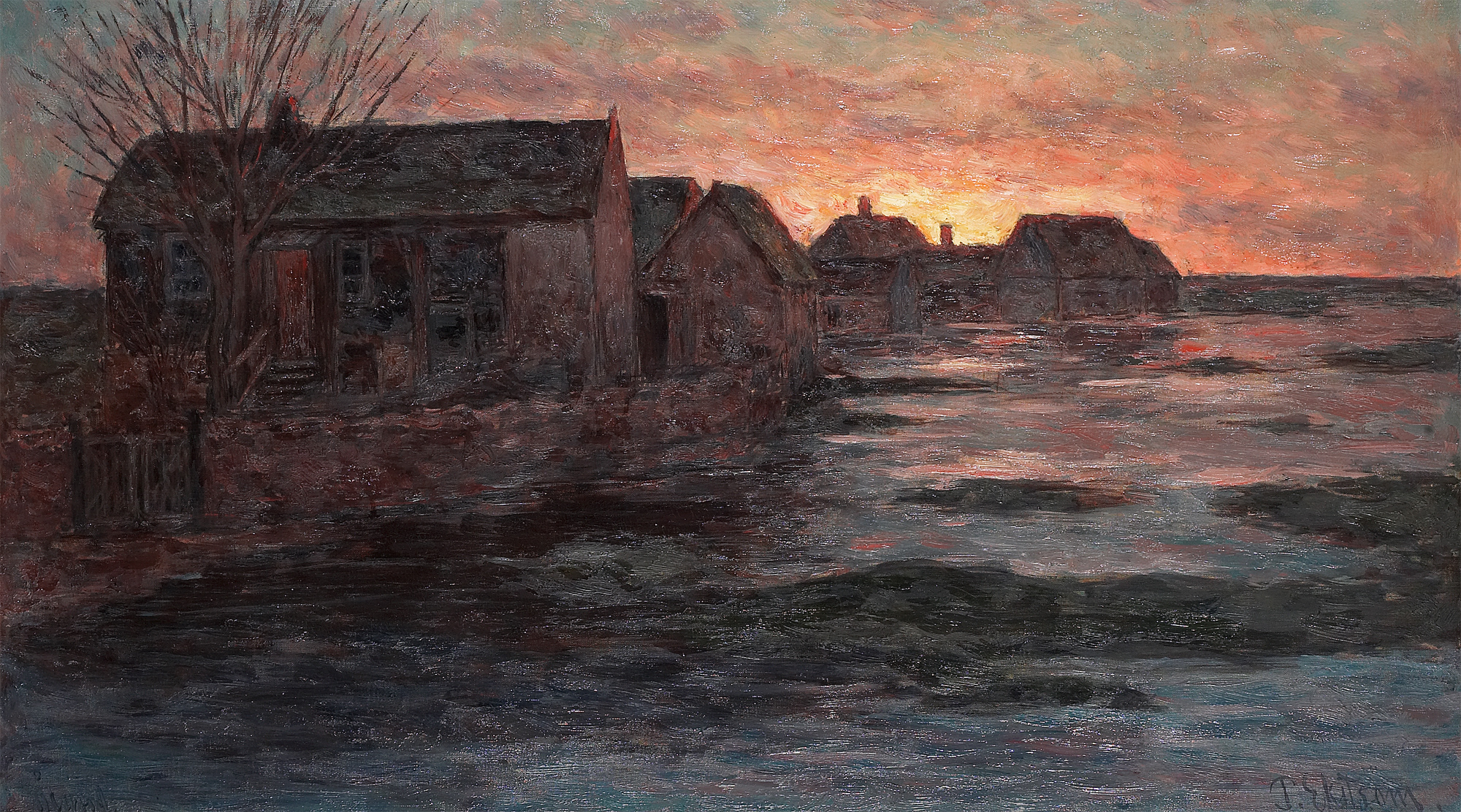
夕暮れ(Segerstad)
フランスの風景
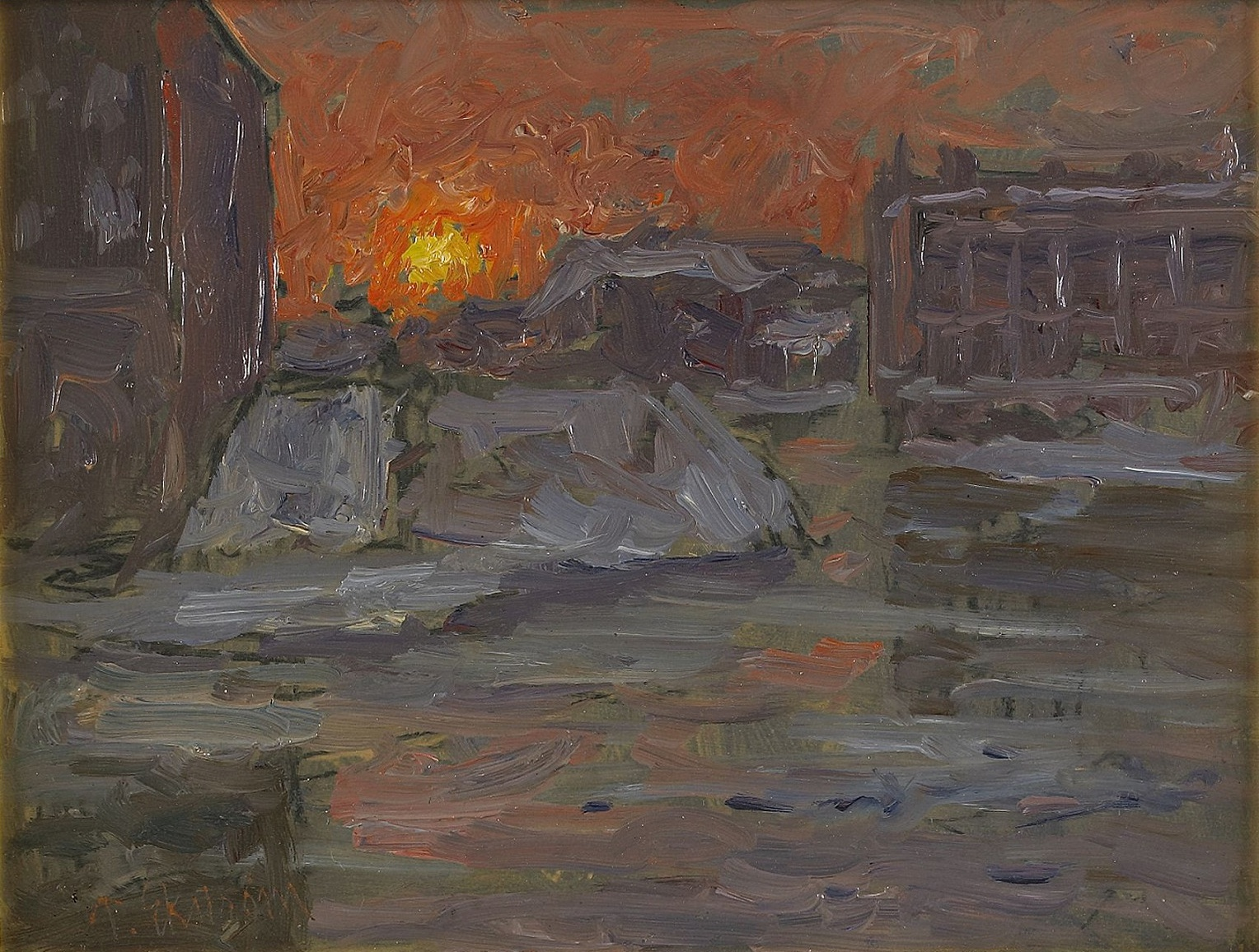
ストックホルムの夕焼け
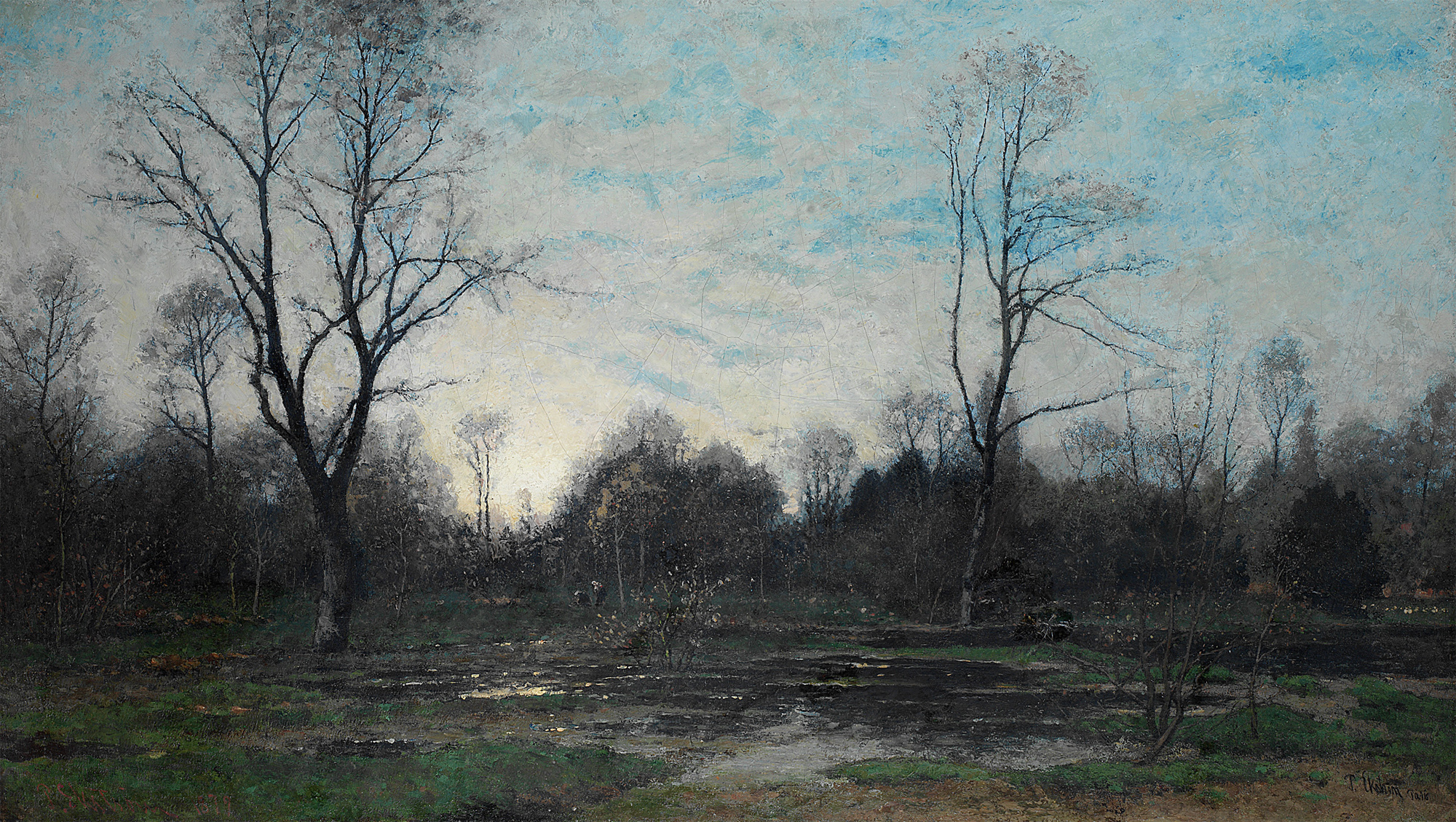
夜明けの森の風景